# Cantón el Progreso
Cantón el Progreso är en ort i Mexiko.   Den ligger i kommunen Villa Comaltitlán och delstaten Chiapas, i den sydöstra delen av landet, 800 km sydost om huvudstaden Mexico City. Cantón el Progreso ligger 14 meter över havet och antalet invånare är 552.
Terrängen runt Cantón el Progreso är mycket platt. Runt Cantón el Progreso är det ganska tätbefolkat, med 134 invånare per kvadratkilometer. Närmaste större samhälle är Huixtla, 19,7 km öster om Cantón el Progreso. Omgivningarna runt Cantón el Progreso är en mosaik av jordbruksmark och naturlig växtlighet.